# لي جيرمون
لي جيرمون (بالإنجليزية: Lee Germon)‏ (4 نوفمبر 1968 في نيوزيلندا - ) هو لاعب كريكت نيوزلندي. شارك مع منتخب نيوزيلندا الوطني للكريكت. أما مع النوادي، فقد لعب مع فريق كانتربري للكريكت ‏ وفريق أوتاغو للكريكت ‏.

## وصلات خارجية
- لي جيرمون على موقع إي آس بي آن كريك إنفو (الإنجليزية)